# Sphenospora kevorkianii
Sphenospora kevorkianii är en svampart som beskrevs av Linder 1944. Sphenospora kevorkianii ingår i släktet Sphenospora och familjen Raveneliaceae.   Inga underarter finns listade i Catalogue of Life.